# La liberazione di Ruggiero dall’isola d’Alcina
La liberazione di Ruggiero dall’isola d’Alcina (deutsch: „Die Befreiung Ruggieros von Alcinas Insel“) ist eine Oper (Originalbezeichnung: „Balletto“) in einem Prolog und drei Szenen (Bildern) von Francesca Caccini (Musik) mit einem Libretto von Ferdinando Saracinelli nach einer Episode aus Ludovico Ariostos Versepos Orlando furioso. Das Werk gilt als die älteste von einer Frau komponierte Oper. Die Uraufführung fand am 2. oder 3. Februar 1625 in der Villa Poggio Imperiale bei Florenz statt.

## Handlung

### Prolog/Erste Szene: Meeresufer

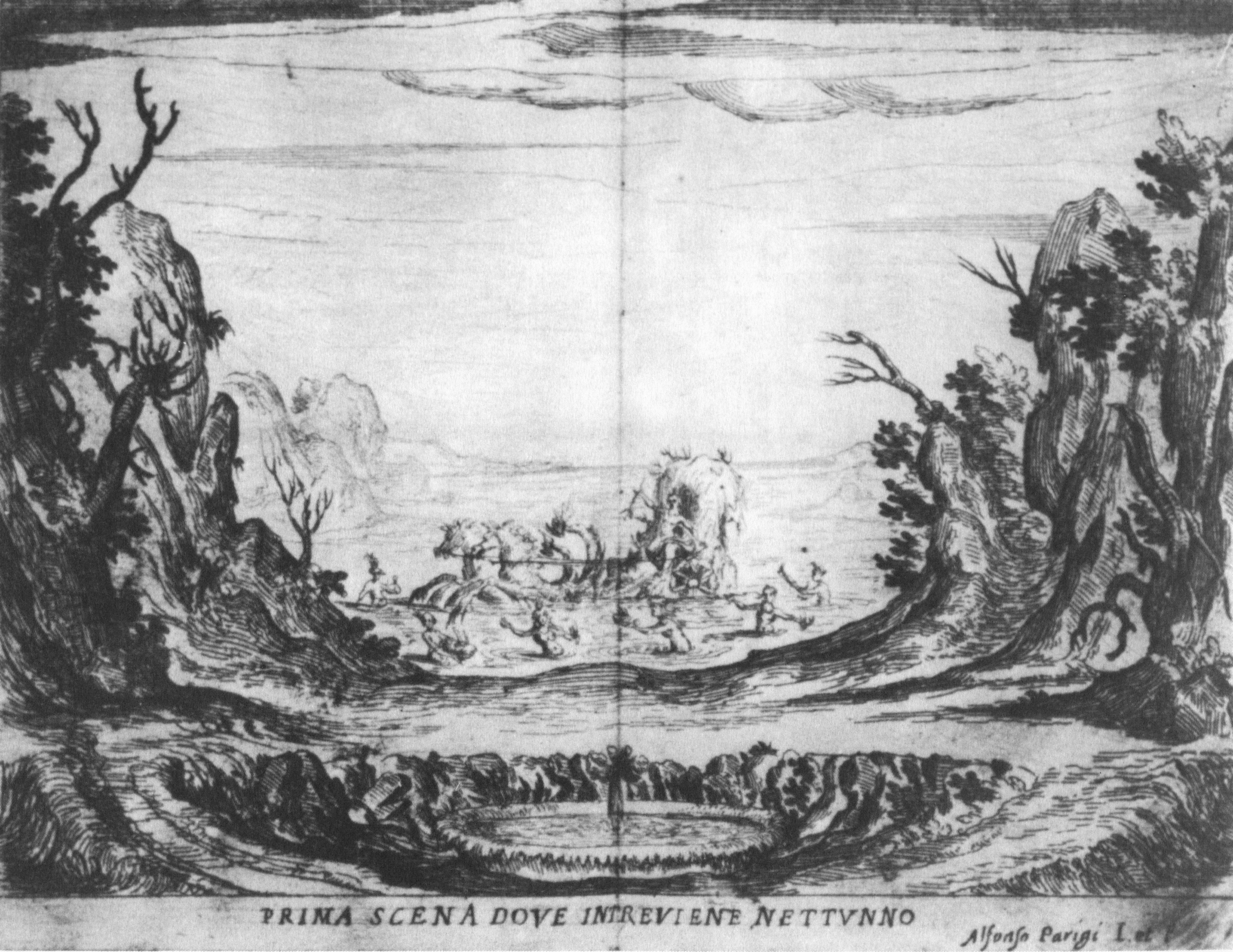
Erste Szene: Der Auftritt Nettunos

Der Gott Nettuno (Neptun) steigt aus dem Meer, um dem „Sohn des sarmatischen Königs“, dem in Florenz bei den Medici zu Gast weilenden polnischen Kronprinzen Władysław Sigismund, zu huldigen. Zu diesem Zweck ruft er Wassergötter und den Fluss Weichsel („Vistola fiume“) hinzu. Der Flussgott bittet Phöbus, die Huldigung dem Ruhm des Prinzen entsprechend musikalisch auszugestalten. Die anderen schließen sich dieser Bitte an, und Nettuno stellt das folgende Schauspiel vor, in dem Ruggiero seine Liebe zur „ruchlosen Alcina“ aufgibt.

### Zweite Szene: Alcinas Insel

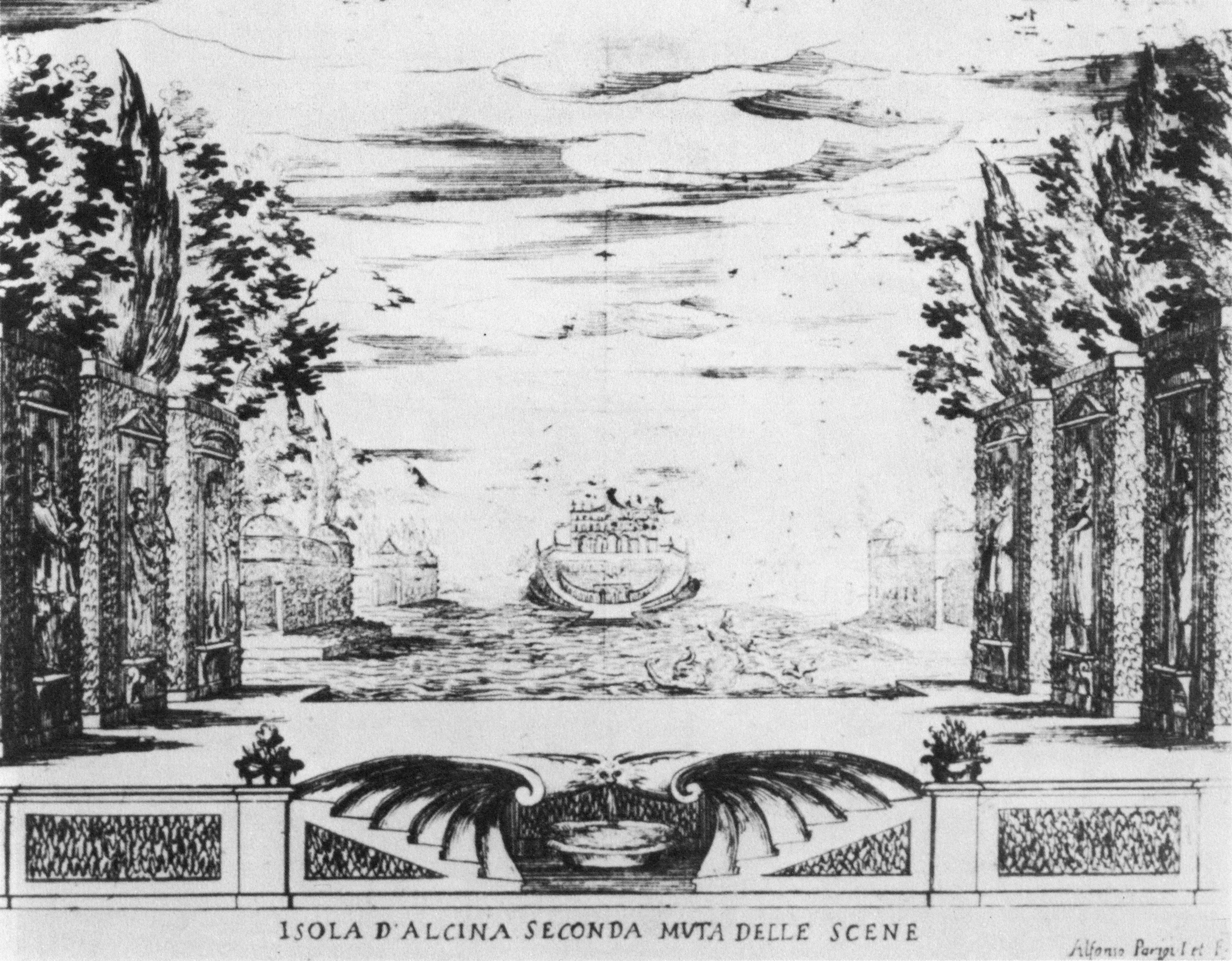
Zweite Szene: Alcinas Insel

Die Zauberin Alcina hat sich auf ihrer Insel ein eigenes Reich geschaffen. Dort verführt sie Männer und verwandelt sie, sobald sie das Interesse an ihnen verliert, in Steine oder Pflanzen. Als jüngstes Opfer ist ihr der heidnische Ritter Ruggiero verfallen. Er hat sein früheres heldenhaftes Leben vergessen und gibt sich nur noch der Liebe hin. Ruggiero ist mit Bradamante, der christlichen Gräfin von Marseille, verlobt. Ihnen beiden ist vorherbestimmt, das Adelsgeschlecht der Este zu begründen. Daher hat die Zauberin Melissa Bradamantes Auftrag angenommen, Ruggiero zu befreien.
Zu Beginn der Handlung trifft Melissa auf einem Delfin reitend auf Alcinas Insel ein. Um Ruggieros Vertrauen zu gewinnen und ihn auf seinen kriegerischen Weg zurückzuführen, nimmt sie die Gestalt seines alten Lehrers, des afrikanischen Zauberers Atlante, an.
Ruggiero und Alcina erscheinen in Begleitung einiger Jungfern Alcinas. Letztere schwärmen von den Freuden der Liebe und beglückwünschen Ruggiero. Ruggiero versichert Alcina seine glühendste Liebe, und sie schwört, ihm alle seine Wünsche erfüllen zu wollen. Zunächst muss sie sich jedoch um ihre Reichsangelegenheiten kümmern. Ruggiero soll so lange in der Natur ruhen. Die Mädchen und Ruggiero besingen die Schönheit der Landschaft und die Liebe. Ein Hirte trägt ein Lied über seine eigenen glücklichen Liebeserlebnisse vor, und eine Sirene ruft dazu auf, Amor zu folgen. Ruggiero schläft ein.
Melissa/Atlante nutzt die Gelegenheit, sich Ruggiero zu nähern. Sie erinnert ihn an die Kriege, die in ganz Libyen und Europa wüten. Er solle sein schändliches Leben aufgeben, sich seinen Gegnern stellen und Ruhm gewinnen. Ruggieros Verzauberung ist sofort gelöst. Er bittet um Vergebung für seine Schuld, sagt sich von Alcina los und ist bereit zur Abreise. Die in Pflanzen verwandelten Männer flehen ihn an, Atlante dazu zu bewegen, ihre Verzauberung zu lösen und sie mitzunehmen. Melissa verspricht, diesen Wunsch zu erfüllen.
Der Jubel der Pflanzen findet ein jähes Ende, als Alcina mit ihren Mädchen zurückkehrt und ihren Geliebten nicht dort vorfindet, wo sie ihn verlassen hatte. Eines der Mädchen versucht, sie zu beruhigen. Doch da erscheint Alcinas Vertraute Oreste als Botin und berichtet, dass sie gesehen habe, wie Ruggiero von einem weißhaarigen Mann mit Kriegswaffen ausgerüstet wurde. Letzterer habe sich plötzlich in eine majestätische Frau verwandelt, sich als Melissa zu erkennen gegeben und Ruggiero an seine Geliebte Bradamante erinnert. Ruggiero habe erklärt, dass er Alcina verlassen wolle. Alcina will dies nicht auf sich beruhen lassen. Als Ruggiero Abschied nehmen will, fleht sie ihn an, ihr Leiden und ihre Treue zu bedenken. Ruggiero lässt sich jedoch weder von Tränen noch von Drohungen erweichen. Stattdessen bittet er Melissa, auch seinen am Strand in eine Myrte verwandelten Freund Astolfo zu befreien. Melissa verspricht ihm die Rettung sämtlicher Gefangenen einschließlich der edlen Damen, die bei ihren Befreiungsversuchen selbst in Pflanzen verwandelt wurden.

### Dritte Szene: Die brennende Insel

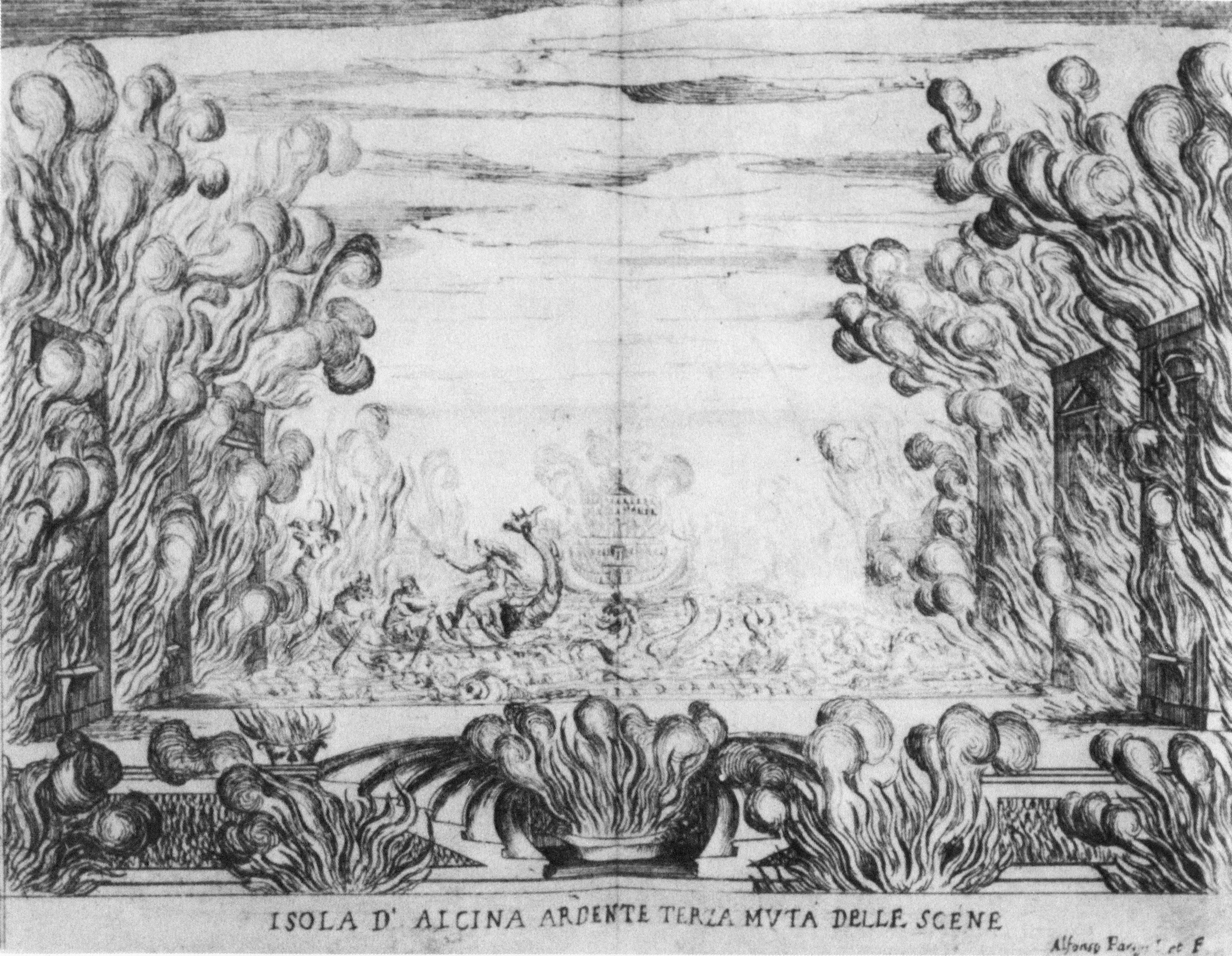
Dritte Szene: Die brennende Insel

In ihrem Zorn über Ruggieros Hartherzigkeit lässt Alcina die gesamte Insel und das Meer in Flammen aufgehen. Sie selbst erscheint in einem großen Schiff aus Walfischknochen und beschwört furchtbare Ungeheuer herbei, die mit ihrer Grausamkeit prahlen. Unterdessen hat Melissa jedoch Astolfo und die anderen befreit. Ihre Macht ist größer als die Alcinas. Es bereitet ihr daher keine Schwierigkeiten, die Ungeheuer zurück in die Unterwelt zu verbannen. Alcina bleibt nur noch die Flucht. Sie steigt in ein Schiff, das sich in ein geflügeltes Meeresungeheuer verwandelt und mit ihr davonfliegt.

### Vierte Szene: Felsenlandschaft

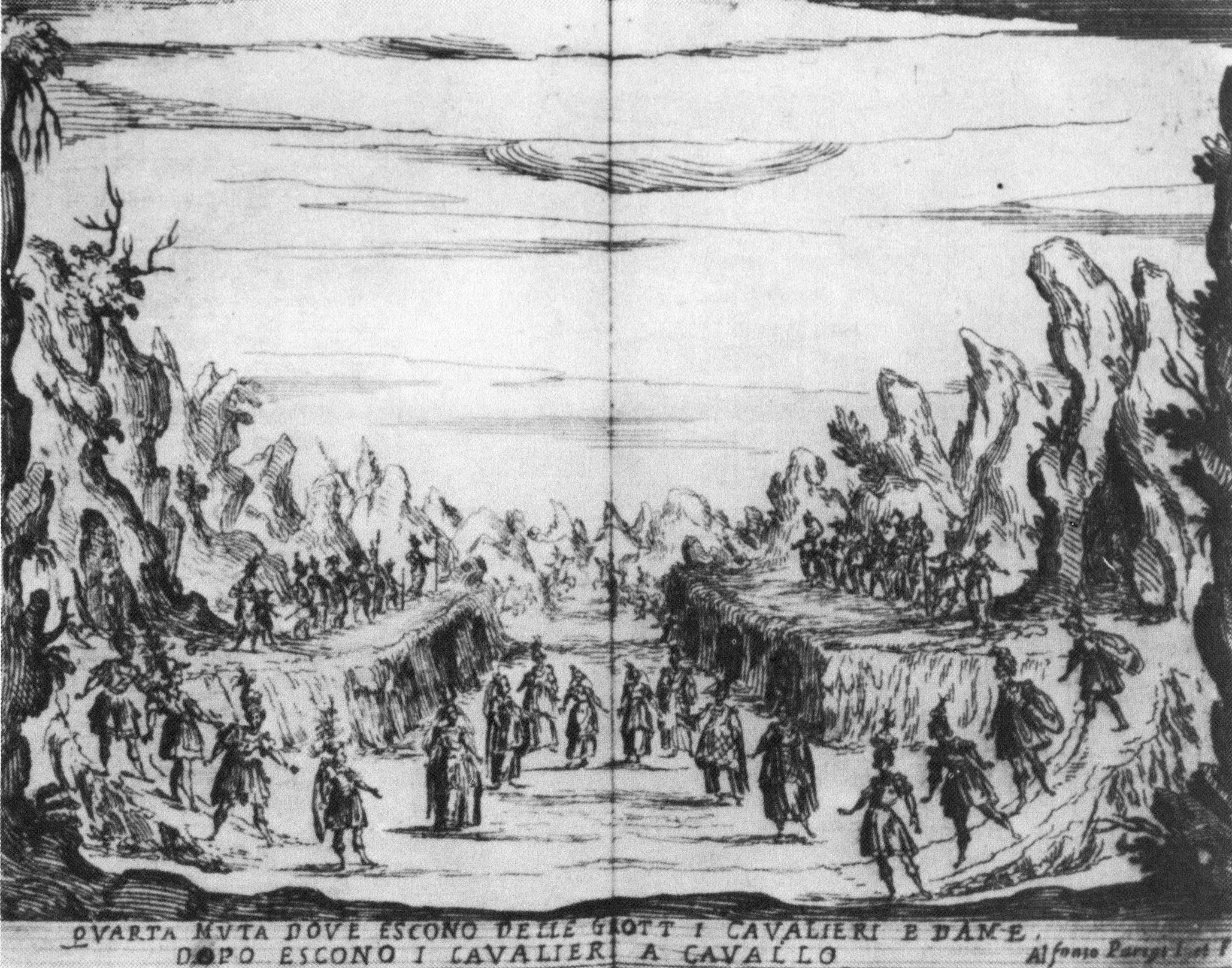
Vierte Szene: Die befreiten Ritter und Damen kommen aus den Höhlen

Die Insel zeigt sich nun in ihrer wahren trostlosen Gestalt. Melissa erinnert die Befreiten an das Unglück Alcinas, die ihre Leidenschaften nicht zügeln konnte. Die verführerische Landschaft habe sich letztlich als Öde erwiesen. Sie fordert dazu auf, das wiedererlangte Glück zu genießen.
Es folgt ein vornehmer Tanz der acht Damen der Erzherzogin mit acht Rittern. Eine der entzauberten Damen klagt über ihren noch nicht zurückgekehrten Geliebten, worauf Melissa schnell die noch übrigen Männer befreit. Ein fröhliches Ritterballett zu Pferd schließt sich an. Abschließend singen alle gemeinsam das achtstimmige Madrigal „Tosche del sol più belle“ – ein Lobpreis auf die Schönheit der Toskanerinnen, die sich die Treue der befreiten Damen zum Vorbild nehmen sollen.

## Gestaltung

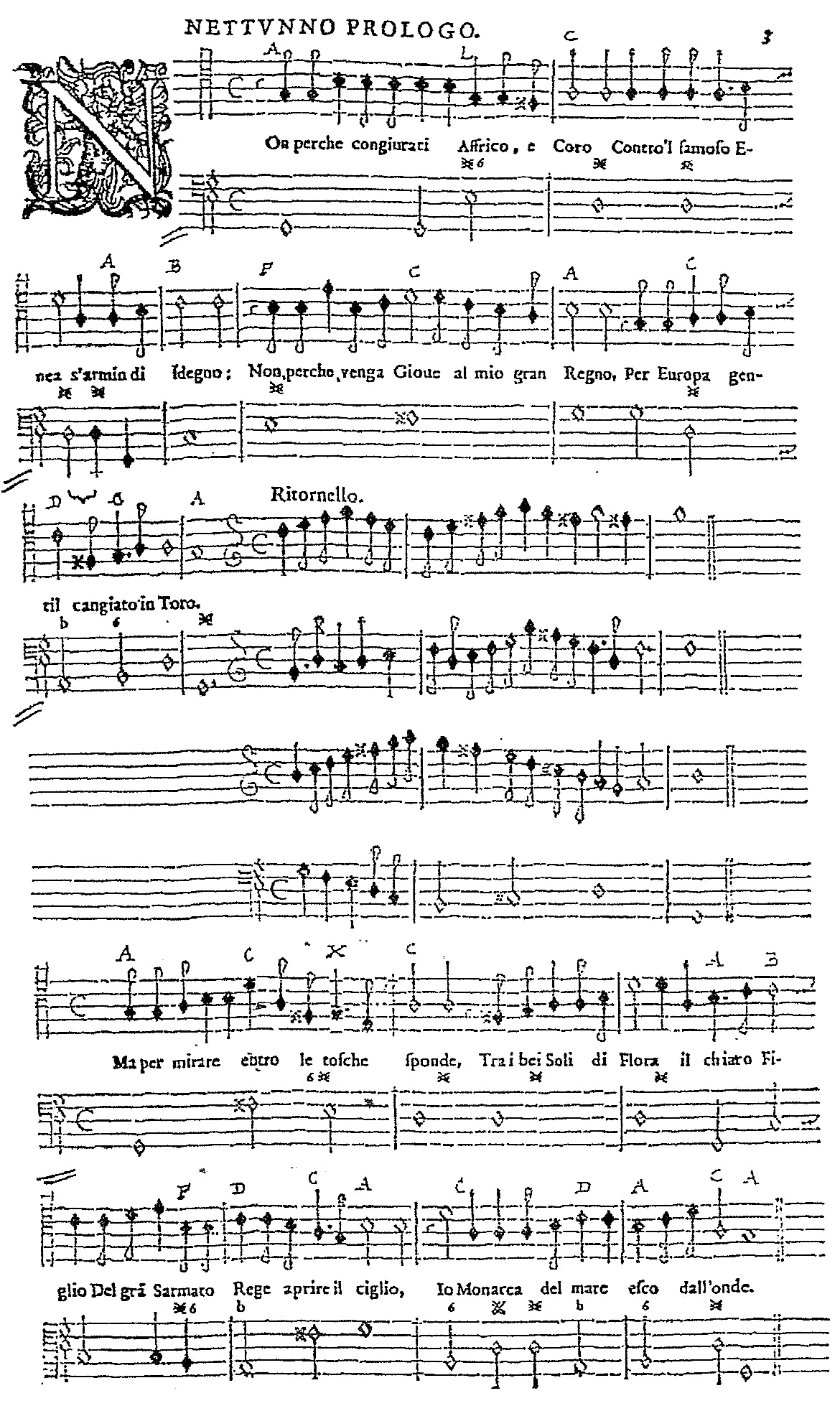
Der Anfang des Prologs

Die eigentliche Handlung wird von nur drei Charakteren getragen: Die verführerische böse Zauberin Alcina und die gute Zauberin Melissa kämpfen um ihren Einfluss auf den jungen Ritter Ruggiero. Diese drei Hauptrollen singen im ausdrucksstarken stile recitativo. Alle anderen Personen dienen praktisch nur der Ausschmückung. Ihre Musik basiert vorwiegend auf strophischen Formen. Ungewöhnlich für die Frühphase der Oper ist die hohe Anzahl an virtuosen Gesangsnummern und Tänzen. Diese spielen sich fast ausschließlich innerhalb der Zauberwelt, außerhalb des dramatischen Geschehens ab. Dazu zählen beispielsweise der Auftritt der Wassergeister im Prolog, die metrisch ungewöhnlichen Gesänge der Jungfrauen, das Lied des Hirten oder die virtuose Strophenarie der Sirene im französischen Stil.:112 Die verzauberten Pflanzen haben Sdrucciolo-Verse mit daktylischer Betonung auf der drittletzten Silbe. Die von Alcina herbeibeschworenen Ungeheuer dagegen singen größtenteils in Tronco-Versen, deren Betonung der letzten Silbe auf die Volkslyrik verweist. Auch Alcina selbst übernimmt diesen Stil am Ende, nachdem ihre eigene Monstrosität offenbar geworden ist.:113 Silke Leopold sah dieses Werk daher als „eins der wichtigsten Übergangswerke“ für die „endgültige Scheidung der Sologesänge in Rezitativ und Arie“. Zum festlichen Eindruck tragen außerdem die Instrumentalstücke (sinfonie und getanzte Ritornelle) bei. Der Chor erhält stilistisch äußerst abwechslungsreiche Aufgaben: Es gibt sowohl homophone tänzerische Stücke (Wassergötter, Alcinas Gefolge) als auch imitatorische Sätze (erster Chor der verzauberten Pflanzen, Chor der Ungeheuer). Den Abschluss bildet ein doppelchöriges Madrigal.
Der amerikanischen Musikhistorikerin Suzanne G. Cusick zufolge üben drei Szenen eine besonders starke Wirkung aus: das aus zwei miteinander verwobenen Strophengesängen bestehende Flehen der verzauberten Pflanzen, die stark verzierte Strophenarie der Sirene und Alcinas Klage darüber, von Ruggiero verlassen worden zu sein.:214ff Die beiden zwischen diesen Szenen positionierten Abschnitte – die Rede Melissas/Atlantes und die Beschreibung von Ruggieros Aufbruch durch die Botin Oreste – sind deutlich zurückhaltender gestaltet und geben dem Publikum somit die Gelegenheit zu einer Denkpause.:231ff
Cusick stellte fest, dass Caccini die Geschlechterverhältnisse der drei Hauptcharaktere durch Tonarten abbildete. Alcina singt ausschließlich in „weichen“ B-Tonarten, Ruggiero in „harten“ Kreuz-Tonarten und die zeitweilig als Mann (Astolfo) auftretende Melissa fast nur im „neutralen“ C-Dur.
Die Musikwissenschaftlerin Christine Fischer setzte die Raumkonzeption der Uraufführung in den Mittelpunkt ihrer Forschungen rund um eine Aufführung der Ballettoper an der Schola Cantorum Basiliensis. Sie beschrieb die Uraufführung als eine Erkundung des Raumes der neu eröffneten Villa Poggio Imperiale nahe Florenz, des Witwensitzes der Auftraggeberin des Werkes, der toskanischen Großherzogin Maria Magdalena von Österreich. Das am Ende der Darbietung vor dem Portal der Villa aufgeführte Pferdeballett wird in ihren Studien zum integralen Teil der Aufführung, die sich zuvor im Innenhof des Poggio Imperiale abgespielt hatte: Es führt die dramatische Handlung fort und fokussiert sie auf die transzendentalen Qualitäten männlich-kriegerischen Heldentums im Dienste des christlichen Glaubens.:109–132
Das Libretto enthält eine Reihe von Anspielungen auf die zeitgenössische Politik. Alcina ist ein Symbol für die vom christlich-polnischen Heer besiegten Türken. Die gute Fee Melissa steht für die Auftraggeberin der Oper, Maria Magdalena von Österreich.:19
Die Musik des Balletts der entzauberten Damen und des Pferdeballetts der Ritter ist nicht erhalten.

### Instrumentalbesetzung
Die Besetzung der Oper ist nur für wenige Teile festgelegt. Abgesehen vom Basso continuo gibt Caccini für folgende Stücke eine detailliertere Besetzung an:
- Ritornelle der Hirten-Arie: drei Flöten
- Chor der verzauberten Pflanzen: Colla-parte-Begleitung mit fünf Violen, Arciviolen, Organo da legno und Tasteninstrument
- Im zweiten Ritornell desselben Chores: vier Violen, vier Posaunen, Organo da legno und Tasteninstrument

## Werkgeschichte

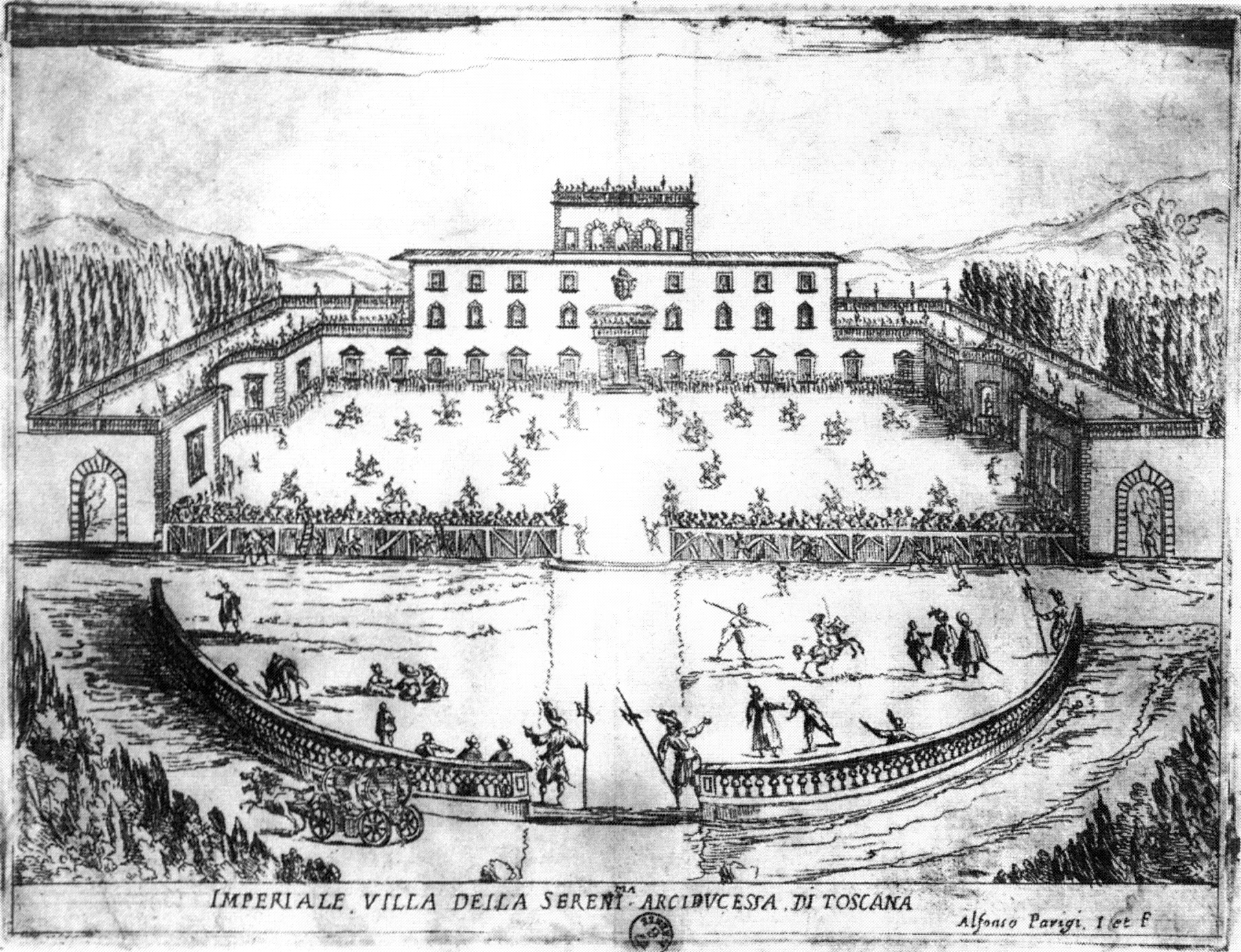
Alfonso Parigi: Die Villa Poggio Imperiale, um 1625, vermutlich mit einer Darstellung des Pferdeballett der Liberazione

La liberazione di Ruggiero dall’isola d’Alcina trägt die Gattungsbezeichnung „Balletto“. Das bezieht sich auf den festlichen Rahmen, in dem das Werk am großherzoglichen Hof von Florenz in der Karnevalsaison 1625 aufgeführt wurde. Offizieller Anlass für die Feierlichkeiten war ein Besuch des polnischen Kronprinzen Władysław Sigismund. Der Prolog der Oper enthält Huldigungen an Gast und Gastgeber. Zudem wirkte die toskanische Großherzogin laut Angabe in der Partitur persönlich an einem der Tänze mit. Den Abschluss der Aufführung bildete ein von Agniolo Ricci choreographiertes Pferdeballett. Diese Mischung aus Turnier und Musikveranstaltung war gerade in Florenz sehr populär. Sie steht in der Tradition der großen Reiterspiele des 16. Jahrhunderts. Am Schluss der Veranstaltung wurde das Publikum aufgefordert, sich auf den Balkon zu begeben, um das im Hof des Palasts dargebotene Rossballett anzusehen. Dieses wurde noch einmal von einer Figur aus der Oper unterbrochen::65 Melissa erscheint in einer von Zentauren gezogenen Kutsche.
Die Komponistin Francesca Caccini war eine Tochter Giulio Caccinis, eines Komponisten, dessen Name untrennbar mit der Entstehung der Gattung der Oper verbunden ist. Sie wirkte von 1600 bis 1627 und 1634 bis 1637 als hochbezahlte Sängerin und Komponistin am Hof der Medici in Florenz und hatte vermutlich schon 1600 im Alter von 13 Jahren an der Aufführung von Giacopo Peris Euridice, der ältesten erhaltenen Oper, im Chor der Nymphen mitgewirkt.:111 Den Auftrag zur Liberazione erhielt sie von der toskanischen Großherzogin Maria Magdalena von Österreich, die damals gemeinsam mit ihrer Schwiegermutter Christine von Lothringen für ihren unmündigen Sohn Ferdinando II. de’ Medici regierte. Zu dieser Zeit hatte Francesca Caccini bereits einen Namen als Komponistin vokaler Kammermusik und Bühnenmusik.:111 Die Liberazione gilt als die älteste von einer Frau komponierte Oper.:65
Das Libretto sollte ursprünglich der Florentiner Hofdichter Andrea Salvadori schreiben. Da sich dieser jedoch mit der Komponistin zerstritt, übergab man den Auftrag Ferdinando Saracinelli, der bereits bei dem Ballett Il ballo delle Zingane mit Francesca Caccini zusammengearbeitet hatte. Der Text der neuen Oper basiert auf der Alcina-Episode aus dem sechsten bis achten Gesang des Orlando furioso von Ludovico Ariosto. Dieses Versepos war damals allgemein bekannt. Daher konnte der Librettist auf zusätzliche Erläuterungen zu einzelnen auftretenden Personen verzichten. Die Verwendung eines literarischen anstelle eines mythologischen Sujets ist ebenfalls eine Neuerung.:65 Zudem handelt es sich um die erste Zauberoper.:114 Der Orlando furioso wurde im Barock später geradezu als Standardquelle für Opernthemen genutzt. Das Alcina-Thema ist vor allem durch Händels Oper Alcina bekannt geworden.
Die Probenphase der von der Erzherzogin persönlich bezahlten Produktion begann im Dezember 1624. Es gab insgesamt 27 Proben, die von der Erzherzogin selbst beaufsichtigt wurden. Die Uraufführung fand am 2. oder 3. Februar 1625 in der Villa Poggio Imperiale bei Florenz statt. Bühnenbilder und Maschinerie stammten nach Angabe des Chronisten Cesare Tinghi von Giulio Parigi. Die im Libretto abgedruckten Zeichnungen tragen allerdings die „inventore“-Signatur von dessen Sohn Alfonso Parigi. Dem Widmungsträger Władysław Sigismund gefiel die Aufführung so gut, dass er im folgenden Jahr bei Francesca Caccini eine weitere Oper, Rinaldo innamorato, in Auftrag gab, die allerdings nicht erhalten ist – ebenso wie die Musik ihrer anderen Bühnenwerke, von denen insgesamt dreizehn namentlich bekannt sind.:17 1628 ließ er die Liberazione in Polen in polnischer Sprache spielen. Dies war vermutlich die erste ausländische Aufführung einer italienischen Oper überhaupt.
Die Oper erschien noch im Jahr der Uraufführung bei Cecconcelli in Florenz im Druck.
Doris Silbert veröffentlichte 1945 im Rahmen der Smith College Music Archives eine Neu-Edition der Oper. Ein Faksimile des Florentiner Druckes wurde 1998 von S. P. E. S. Florenz (Archivium Musicum. Musica Drammatica IV) herausgegeben.

### Moderne Aufführungen
- 31. Juli 1959: North Yorkshire, Hovingham-Festival; Dirigent: Peter Evans, Regie: Edward Rothe[7]
- 22. November 1980: Kölner Musikhochschule; Chor und Orchester der Kölner Kurrende, Dirigentin: Elke Mascha Blankenburg, Regie: Andrea von Ramm, Bühnenbild und Kostüme: Carla Rostock, Sänger: Hyon-Hi Bang (Alcina), Jörg Hannes Kuhn (Ruggiero), Moira Smith (Melissa), Erika Lehmann (Sirene)[2][12]
- 1987: Ferrara[2]
- 1990: Stockholm[2]
- 1990: Bremen[2]
- 1990: Hamburg, Eingangshalle des Museums für Hamburgische Geschichte – Dirigentin: Isolde Kittel-Zerer, Inszenierung: Christa Leiffheidt, Bühnenbild: Matthias Moebius, Kostüme: Ralf Christmann, Sänger: Julia Henning (Alcina), Knut Schoch (Ruggiero), Anja Knittel (Melissa), Gabriele Schmidt-Acker (Sirene/Botin), Raimonds Spogis (Nettuno/Hirte)[13]
- 1991: Minneapolis[1]
- 1993: Olten (Schweiz)[2]
- 1994: Münchener Biennale – freie Bearbeitung von Ada Gentile, Tölzer Knabenchor, Münchener Kammerorchester, Dirigent: Nicolae Moldoveanu, Regie: Marcus Schneider, Ausstattung: Alexander Herrmann und Martin Triebswetter, Sänger: Martina Koppelstetter (Alcina), Henning Klocke (Ruggiero)[6][14]
- 1998: Prato[2]
- 1999: Guin bei Freiburg, Neuburg an der Donau und Tage Alter Musik Regensburg – die Produktion erhielt größere Aufmerksamkeit; Ensemble Elyma, Il Ballerino, Dirigent: Gabriel Garrido, Regie: Ruth Orthmann, Bühnenbild: René Vasquez, Kostüme: Marina Harrington, Choreographie: Bruna Gondoni, Sänger: Emanuela Galli (Alcina/Sirene), Furio Zanasi (Ruggiero), Alicia Borges (Melissa)[2][15][16]
- 2012: Basel, Eventraum Blinde Kuh – La Cetra Barockorchester Basel, Dirigent: Giorgio Paronuzzi, Regie: Manfred Weiß[17][7]
- 2016: Antwerpen, Brüssel, Versailles, München und Sablé-sur-Sarthe – konzertant; Huelgas Ensemble, Dirigent: Paul Van Nevel, Sänger: Michaela Riener (Alcina), Achim Schulz (Ruggiero), Sabine Lutzenberger (Melissa)[18][19]
- 2017: Internationale Maifestspiele im Foyer des Hessischen Staatstheaters Wiesbaden – Ensemble Mattiacis[20]
- 2017: Tage Alter Musik in Herne – Concerto Soave, Dirigent: Jean-Marc Aymes, Sänger: María Cristina Kiehr (Alcina), Romain Bockler (Nettuno/Ruggiero), Sarah Breton (Melissa)[21]
- 2018: Opernhaus Wuppertal – multimedial erweiterte szenische Produktion des Musiktheaterkollektivs AGORA; Instrumentalensemble aus Spezialisten und Mitgliedern des Wuppertaler Sinfonieorchesters, Dirigent: Clemens Flick, Sänger: Ralitsa Ralinova (Alcina), Joyce Tripiciano (Melissa), Simon Stricker (Ruggiero)[22]
- 2018: Großer Saal der Laeiszhalle Hamburg – konzertant; Huelgas Ensemble, Dirigent: Paul Van Nevel, Sänger: Perrine Devillers (Alcina), Sabine Lutzenberger (Melissa), Achim Schulz (Ruggiero)[23]
- 2018: Boston Early Music Festival – szenisch; Dirigenten: Paul O’Dette und Stephen Stubbs, Regie: Gilbert Blin, Sänger: Shannon Mercer (Alcina), Kelsey Lauritano (Melissa), Colin Balzer (Ruggiero)[24]
- 2022: Wiener Kammeroper – szenisch; Dirigent: Clemens Flick; Inszenierung: Ilaria Lanzino; ergänzt um Madrigale von Luca Marenzio, Sigismondo d’India und anderen[25]
- 2024: Teatro Real, Madrid – szenisch; Dirigent: Aarón Zapico; Inszenierung: Blanca Li; Sänger: Lidia Vinyes-Curtis (Alcina), Vivica Genaux (Melissa), Alberto Robert (Ruggiero) sowie Jone Martínez und Francisco Fernández-Rueda; Forma Antiqva und Solisten des Orchesters des Teatro Real[26]

## Aufnahmen
Eine vollständige Liste der Aufnahmen und verfügbaren Mitschnitte bis 2015 findet sich in der Abhandlung von Christine Fischer.:157ff
- 1993 – Richard Burchard (Dirigent), Ars Femina Ensemble.
 James Rittenhouse (Nettuno und Ruggiero), Linda de Rungs (Vistola fiume und Alcina), Cecilia Amorocho (Melissa und Botin).[27]
- 1996 – Władysław Kłosiewicz (Dirigent), Orchester der Warschauer Kammeroper.
 Jerzy Knetig (Nettuno), Marcin Rudzinski (Vistola fiume), Leszek Swidzinski (Ruggiero), Agnieszka Kurowska (Alcina), Dorota Lachowicz (Melissa), Marzanna Rudnicka (Botin), Zdzislaw Kordyjalik (Hirte), Marta Boberska (Sirene), Andrzej Jaworski (Astolfo), Aleksandra Bubicz (entzauberte Edelfrau).
 Live aus der Warschauer Kammeroper.
 Pro Musica Camerata PMC 012 (1 CD).[28]:2470[27]
- 15. Mai 1999 – Gabriel Garrido (Dirigent), Ensemble Elyma de Genève, Ensemble Vocal Orlando Fribourg, Il Ballerino Florenz.
 Alain Clément (Nettuno), Ruben Amoretti (Vistola fiume), Furio Zanasi (Ruggiero), Emanuela Galli (Alcina und Sirene), Alicia Borges (Melissa), Haida Housseini (Botin), Alain Bertschy (Hirte), Nadia Olga Petterson (entzauberte Edelfrau).
 Live aus Guin bei Freiburg.[28]:2471
- 17. März 2002 – Gabriel Garrido (Dirigent), Ensemble Elyma de Genève, Chœur Ensemble Elyma.
 Alain Clément (Nettuno), Stephan van Dyck (Vistola fiume und Astolfo), Furio Zanasi (Ruggiero), Adriana Fernández (Alcina), Alicia Borges (Melissa), Francois-Nicolas Geslot (Hirte).
 Live, konzertant aus Paris.[28]:2472
- 28. Januar 2016 – Paul Van Nevel (Dirigent), Huelgas Ensemble.
 Matthew Vine (Nettuno und Astolfo), Bernd Oliver Fröhlich (Vistola fiume und Hirte), Achim Schulz (Ruggiero), Michaela Riener (Alcina), Sabine Lutzenberger (Melissa), Axelle Bernage (Botin), Katelijne Van Laethem (Sirene und entzauberte Edelfrau).
 Live aus der Augustinerkirche Antwerpen.
 DHM (Sony Music, 2 CDs).[29]
- August/September 2016 – Elena Sartori (Dirigent), Allabastrina, La Pifarescha.
 Raffaele Giordani (Nettuno und Hirte), Yiannis Vassilakis (Vistola fiume und Astolfo), Mauro Borgioni (Ruggiero), Elena Biscuola (Alcina), Gabriella Martellacci (Melissa), Emanuela Galli (Botin und entzauberte Edelfrau), Francesca Lombardi Mazzulli (Sirene).
 Aus dem Salone d’Onore di Casa Romei, Ferrara.
 Glossa GCD 923902; AD: 2016.[30]
- 10. November 2016 – Lorenzo Tozzi (Dirigent), Romabarocca Ensemble.
 Riccardo Primitivo (Bariton), Andrea Romeo (Tenor), Nadia Pagliara (Sopran), Eleonora Aleotti (Sopran), Angelo Bonazzoli (Countertenor), Marcella Foranna (Mezzosopran), Miriam Trevisan (Sopran), Alessandra Borin (Sopran), Roberto Mattioni (Tenor).
 Aus dem Oratorio del Gonfalone, Rom.
 Bongiovanni 2017.[31]
- 11. November 2017 – Jean-Marc Aymes (Dirigent), Concerto Soave.
 Romain Bockler (Nettuno und Ruggiero), Eric Chopin (Vistola fiume), María Cristina Kiehr (Alcina), Sarah Breton (Melissa), Axelle Verner (Botin), Laurent David (Hirte und Astolfo), Lise Viricel (Sirene),  Alice Dupont-Percier (entzauberte Edelfrau).
 Live von den Tagen Alter Musik in Herne 2017.
 Übertragung im Radio WDR 3.[32]
- 24. September 2018 – Paul Van Nevel (Dirigent), Huelgas Ensemble.
 Achim Schulz (Ruggiero), Perrine Devillers (Alcina), Sabine Lutzenberger (Melissa).
 Live aus dem Großen Saal der Laeiszhalle Hamburg.
 Übertragung im Radio NDR Kultur.[23]